# Selectieve oestrogeenreceptormodulator

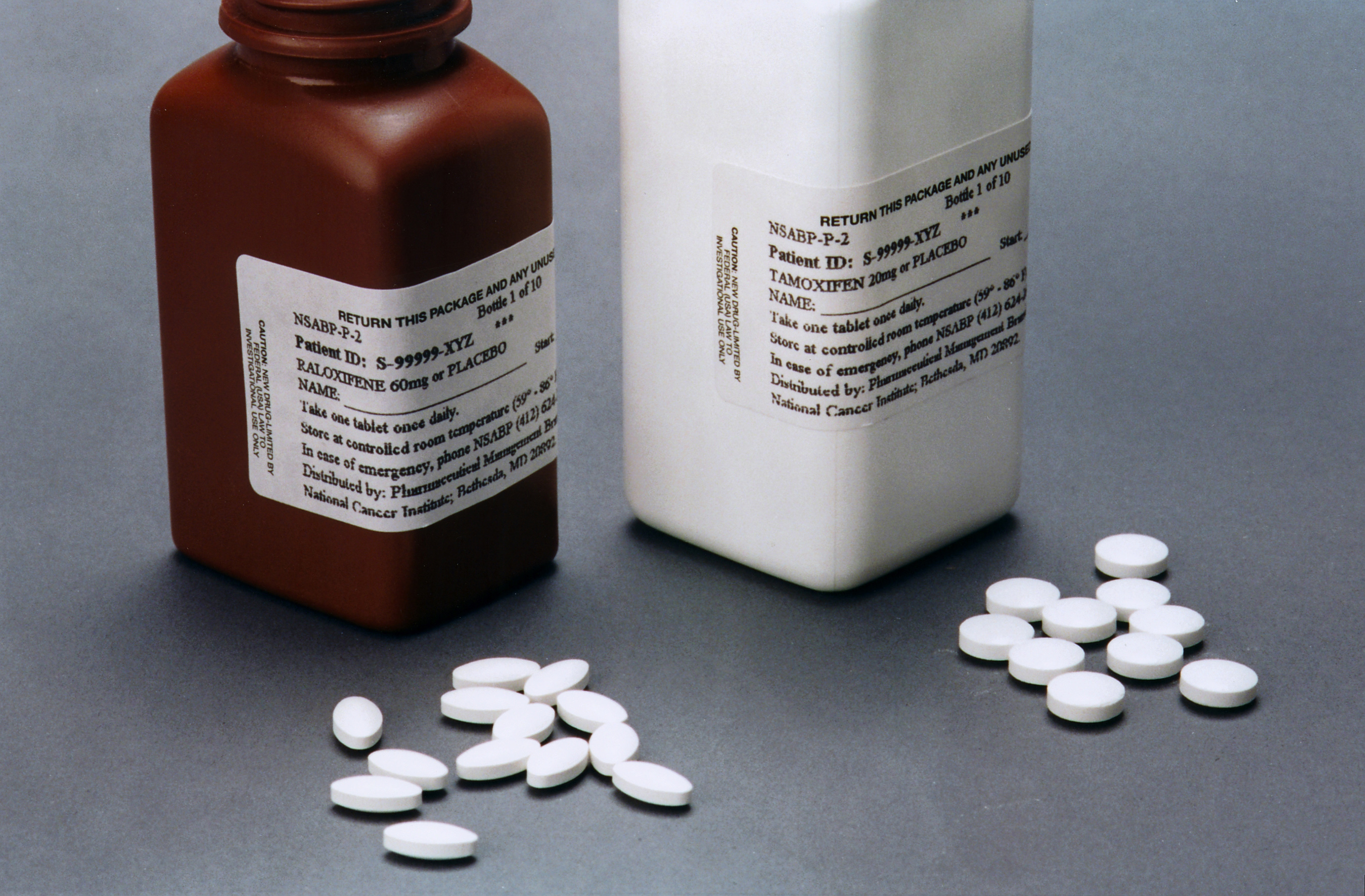
Deze flesjes bevatten tamoxifen en raloxifen, gebruikt tijdens de STAR-trial ter preventie van borstkanker.

Selectieve oestrogeenreceptormodulatoren (in het Engels selective estrogen receptor modulators of SERMs genoemd) is een groep geneesmiddelen die werken op de oestrogeenreceptor. Karakteristiek voor deze middelen is dat ze in verschillende weefsels verschillende activiteit vertonen van zuivere agonisten tot volledige antagonisten. Hierdoor wordt het mogelijk de werking van oestrogeen selectief te stimuleren of te remmen. Fytoserms zijn plantaardige stoffen die ook werking hebben op de oestrogeenreceptor.

## Middelen
Middelen die in deze groep horen zijn:
- afimoxifen (4-hydroxytamoxifen)
- arzoxifen
- bazedoxifen
- clomifeen
- femarelle (DT56a)[2]
- lasofoxifen
- ormeloxifen
- raloxifen
- tamoxifen
- toremifen

## Gebruik
SERMs worden zoals gemeld bij verschillende indicaties gebruikt:
- clomifeen wordt gebruikt bij anovulatie
- femarelle wordt gebruikt bij menopauzeovergangsklachten en tegen osteoporose
- ormeloxifen wordt gebruikt voor anticonceptie
- raloxifen wordt gebruikt bij osteoporose en om het risico van borstkankeruitbreiding te verkleinen
- tamoxifen and toremifen worden gebruikt bij borstkanker

Sommige SERMs zijn goed te gebruiken voor hormoonvervangende therapie zoals bij overgangsklachten wel wordt toegepast maar bleken bij onderzoek de kans op borstkanker en trombose licht te verhogen. Enkele van de middelen uit de groep hebben belangrijke bijwerkingen waardoor gebruik op grote schaal niet aan te bevelen is.
SERMs worden vaak toegepast gedurende of na een periode van gebruik van anabole steroïden: bodybuilders krijgen soms last van een stapeling van oestrogenen, die ontstaan bij de afbraak van anabole steroïden. Dit geeft soms gynaecomastie. Door een SERM te gebruiken tijdens of na een periode met anabole steroïden wordt dit voorkomen.

## Werkingsmechanisme
Stoffen met oestrogeenachtige werking hebben een zeer uiteenlopende activiteit:
- zuivere agonisten: agonist in alle weefsels, zoals het natuurlijke hormoon oestrogeen
- gemengd agonistisch/antagonistisch: agonist in het ene, antagonist in het andere weefsel, zoals tamoxifen (een SERM)
- zuiver antagonisten (antagonistisch in alle weefsels) zoals fulvestrant (ICI-182780).

Het werkingsmechanisme van de gemengd agonistische/antagonistische middelen hangt met name af van twee factoren: (1) de verhouding tussen de co-activatoreiwitten en co-repressoreiwitten in de verschillende weefsels en (2) de chemische structuur van de receptoren. Hierdoor wordt bepaald hoe sterk een middel bindt aan de verschillende receptoren en of deze werking dan stimulerend (meer co-activatoreffect) of remmend (meer co-repressoreffect) is. Tamoxifen bijvoorbeeld is een antagonist in de borst en een agonist in de baarmoeder omdat co-activator 1 (SRC-1) meer aanwezig is in de baarmoeder dan in de borst.
Raloxifen daarentegen is in beide weefsels een antagonist omdat de binding in de baarmoeder aan het co-repressoreiwit veel sterker is dan aan het co-activatoreiwit ondanks dat deze laatste in grotere hoeveelheden aanwezig is.

## Werking
De werking van SERMs op verschillende weefsels:
- Bot-turnover en postmenopauzale osteoporose reageren meestal gunstig op SERMs
- Borstkanker - alle SERMs verminderen het risico op borstkanker; tamoxifen wordt gewoonlijk gebruikt om borstkanker te bestrijden als deze oestrogeenreceptor-positief is.
- Cholesterol and triglycerides – SERMs hebben een gunstig effect op de spiegels.
- Diepveneuze trombose – bij sommige SERMs lijkt het risico verhoogd.
- Opvliegers vermeerderen bij sommige SERMs.
- Hypofyse - clomifeen blokkeert de oestrogeenactiviteit waardoor er meer follikelstimulerend hormoon wordt aangemaakt.
- Baarmoeder - tamoxifen geeft mogelijk een verhoogd risico op endometriumcarcinoom, maar raloxifen and femarelle hebben dat niet. Van toremifen en clomifeen is dit nog niet duidelijk.